# Billy the Kid (film 1930)
Billy the Kid – amerykański western z 1930 r. w reżyserii Kinga Vidora z Johnem Mackiem Browem i Wallace’em Beerym w rolach głównych. Został zrealizowany w erze Pre-Code. To jeden z pierwszych filmów opowiadający o młodocianym bandycie i jego konflikcie z Patem Garrettem. 
W 1941 r. nakręcono kolorowy remake filmu pod tym samym tytułem z Robertem Taylorem jako Billym i Brianem Donlevym jako Jimem Sherwoodem (odpowiednikiem Pata Garretta).

## Obsada
- John Mack Brown – Billy Kid
- Wallace Beery – szeryf Pat Garrett
- Kay Johnson – Claire Randall
- Karl Dane – Swenson
- Wyndham Standing – Jack Tunston
- Russell Simpson – Angus McSween
- Blanche Friderici – pani McSween
- Roscoe Ates – Old Stuff
- Warner Richmond – Bob Ballinger
- James A. Marcus – pułkownik William P. Donovan
- Nelson McDowell – Track Hatfield
- Jack Carlyle – Dick Brewer
- John Beck – Butterworth
- Chris-Pin Martin – Don Esteban Santiago
- Marguerita Padula – Nicky „Pinky” Whoosiz
- Aggie Herring – Emily Hatfield

## Fabuła
Billy Kid na zlecenie swojego mocodawcy zabija popleczników magnata ziemskiego Williama Donovana. W pościg za bandytą rusza jego były przyjaciel, szeryf Pat Garrett, który wkrótce go łapie. Billy ucieka, jednak w drodze do Meksyku znów zostaje schwytanych przez szeryfa, który musi zdecydować o jego dalszym losie.

## Produkcja
Do roli wyjętego spod prawa Williama Bonneya, czyli Billy’ego Kida wybrano byłego szkolnego sportowca i aktora Johna Macka Browna, a w roli Pata Garretta obsadzono już wówczas cenionego Wallace’a Beery’ego. Reżyser postanowił nakręcić nieco fabularyzowaną historię sławnego przestępcy, który choć ma w sobie wiele uroku to często zabija z zimną krwią. Zdjęcia realizowano w Arizonie, Nowym Meksyku i Los Angeles. Nakręcono także dwa różne zakończenia filmu. W pierwszym z nich Garrett zabija Billy’ego, co jest zgodne z faktami, a w drugim pozwala mu odejść. Jednak z powodu protestu zachodnich purystów w amerykańskiej wersji wykorzystano drugie zakończenie, podczas gdy europejscy widzowie mogli zobaczyć tragiczniejszy finał filmu.
Reżyser King Vidor do zrealizowania obrazu postanowił użyć jednej z pierwszych technik panoramicznych, zwanej Realife. 70mm format był podobny do Grandeura wytwórni Fox Film Corporation, która użyła go do nakręcenia Drogi olbrzymów z Johnem Wayne’em w roli głównej. Jednak do dziś nie zachowała się prawdopodobnie żadna kopia panoramiczna i można go oglądać jedynie w standardowej wersji, gdyż reżyser kręcił film obiema technikami równocześnie. W latach 30. obraz panoramiczny nie był jeszcze na tyle rozwinięty i upowszechniony, dlatego niewiele produkcji z niego korzystało. Prawdziwą popularność zdobył dwie dekady później m.in. za sprawą filmu Tunika.